# چاه محمدعلی گل
چاه محمدعلی گل یا چاه علی گل روستایی در دهستان بندان بخش مرکزی شهرستان نهبندان استان خراسان جنوبی ایران است. بر پایه سرشماری عمومی نفوس و مسکن در سال ۱۳۹۰ جمعیت این روستا ۳۹ نفر (در ۷ خانوار) بوده‌است.